# Las Tinajas
Las Tinajas es una localidad argentina ubicada en el departamento Moreno de la provincia de Santiago del Estero.
Se halla en la intersección de las rutas provinciales 53 y 194, la primera la vincula al sudoeste con Suncho Corral, la segunda la vincula al nordeste con Weisburd y al sur con Yuchán.
Contaba con una estación de ferrocarril luego levantada del Ramal C22 del Ferrocarril Belgrano, el edificio de la misma funciona como sede de la Comisión municipal. Posee un centro de salud.

## Población
Cuenta con 1,624 habitantes (Indec, 2010), lo que representa un marcado incremento del 149% frente a los 653 habitantes (Indec, 2001) del censo anterior.
| Gráfica de evolución demográfica de Las Tinajas entre 1991 y 2010 |
|                                                                   |
| Fuente: Censos nacionales del INDEC                               |

## Parroquias de la Iglesia católica en Las Tinajas
| Diócesis  | Añatuya                 |
| --------- | ----------------------- |
| Parroquia | San José de las Tinajas |